# Leucodochium pipturi
Leucodochium pipturi är en svampart som beskrevs av Syd. & P. Syd. 1917. Leucodochium pipturi ingår i släktet Leucodochium, divisionen sporsäcksvampar och riket svampar.   Inga underarter finns listade i Catalogue of Life.